# Atentados del Aeropuerto Internacional Hamid Karzai de 2021
El 26 de agosto de 2021 se produjeron dos atentados (un ataque suicida y una explosión) en el Aeropuerto Internacional Hamid Karzai de Kabul, Afganistán, que arrojaron un saldo de 183 fallecidos aproximadamente y más de 150 heridos, según Al Jazeera. Entre los muertos se cuentan 13 militares estadounidenses que apoyaban la evacuación de civiles en el aeropuerto. El Estado Islámico del Gran Jorasán reivindicó los ataques.

## Antecedentes
Después de que Afganistán cayera bajo el control de los talibanes el 15 de agosto de 2021, el Aeropuerto Internacional Hamid Karzai se convirtió en la única salida segura de Afganistán. La preocupación por la seguridad creció después de que cientos de miembros del Estado Islámico del Gran Jorasán (ISIS-K por sus siglas en inglés) escaparon de las cárceles de Bagram y Pul-e-Charkhi. Horas antes del ataque, diplomáticos estadounidenses en Kabul advirtieron a los ciudadanos estadounidenses que abandonaran el aeropuerto debido a amenazas a la seguridad.

## Ataque
En medio de la evacuación de Afganistán en 2021, una multitud de civiles locales y extranjeros había huido al aeropuerto para evacuar. En Abbey Gate, una de las puertas que conducen al aeropuerto, un atacante suicida detonó un explosivo. Después de la explosión, estallaron los disparos y se cerraron todas las puertas del aeropuerto.
Un testigo presencial de la explosión declaró que ocurrió junto a un canal con fuerzas estadounidenses en un lado; comprobar los pasaportes, visas y demás documentación de los evacuados antes de permitirles entrar en el aeropuerto. Otro afirmó que la explosión se sintió como si alguien tirara del suelo debajo de sus pies y vio a otros evacuados arrojados al aire por la fuerza de la explosión.

## Víctimas

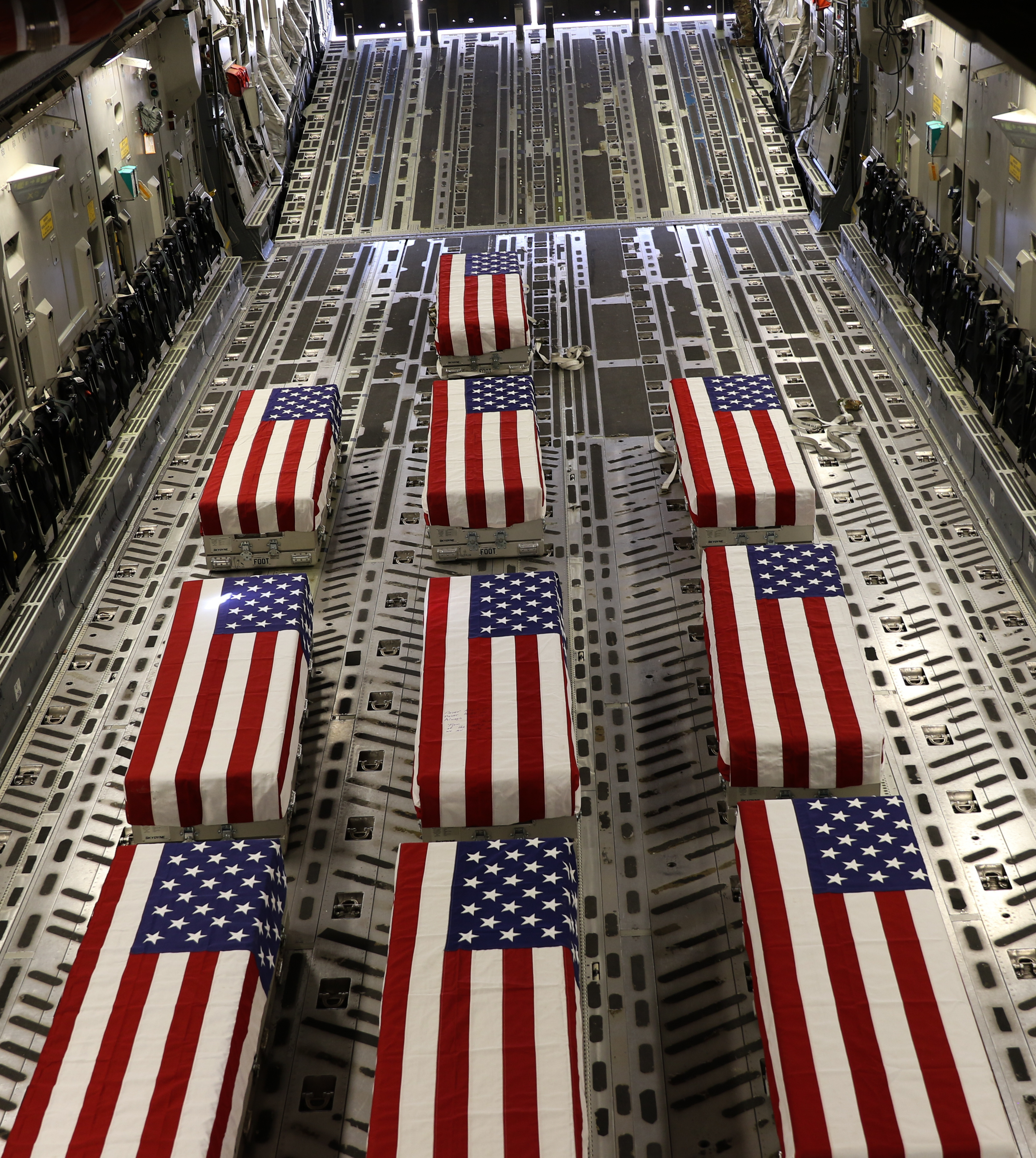
Féretros de soldados estadounidenses muertos en el atentado, a bordo del avión que los repatría a EE. UU..

El ataque fue uno de los más mortíferos en las casi dos décadas desde la invasión liderada por Estados Unidos. Al menos 183 personas murieron durante el ataque, incluidos al menos 62 civiles afganos, 13 militares estadounidenses, dos ciudadanos británicos y el hijo de un tercer ciudadano británico.
Al menos 150 personas más resultaron heridas entre ellas 18 militares estadounidenses y talibanes. Los estadounidenses muertos fueron identificados como diez infantes de marina, dos soldados y un médico de la Armada. Esos estadounidenses fueron los primeros muertos en servicio en Afganistán desde febrero de 2020 y también la mayor pérdida de personal militar de su país desde el derribo del Boeing Chinook en 2011.

## Autores
El ataque fue llevado a cabo por ISIL-K, quien emitió un comunicado en el que se atribuyó la responsabilidad del ataque y nombró al atacante suicida.
Según se informa, ISIS-K tiene fuertes conexiones con la red Haqqani, que está vinculada a los talibanes. Sin embargo, ISIS-K y los talibanes son enemigos que han estado involucrados en un conflicto largo y mortal. El líder de la red Haqqani, Khalil Haqqani, está actualmente a cargo de la seguridad en Kabul. Según los informes, los talibanes liberaron a varios militantes de ISIS-K el 15 de agosto de la prisión de Pul-e-Charkhi, junto con todos los demás prisioneros allí.

## Reacciones
A través de un tuit de su portavoz, los talibanes condenaron el ataque y dijeron que "los círculos malvados serán estrictamente detenidos".
Abdullah Abdullah, ex director ejecutivo de Afganistán y actual líder de la Coalición Nacional de Afganistán, condenó el ataque. Algunos civiles afirmaron a los periodistas que los ataques habían fortalecido su determinación de evacuar el país por temor a más ataques.
El presidente de Estados Unidos, Joe Biden, pronunció un discurso público tras los ataques. Honró a los militares estadounidenses que murieron en los ataques, llamándolos "héroes" y diciendo que perdieron la vida "al servicio de la libertad", y afirmó que Estados Unidos había evacuado a más de 100 000 personas, entre estadounidenses, afganos y de otras nacionalidades. También expresó su profundo pesar por las víctimas afganas. Biden dijo a aquellos que deseaban hacer daño a Estados Unidos que "los perseguiremos y los haremos pagar". El gobierno del Reino Unido también dijo que continuará la Operación Pitting, la evacuación de Afganistán.
Muchas naciones expresaron su condena por los ataques al aeropuerto de Kabul y su solidaridad con las víctimas y las tropas que realizan evacuaciones en el aeropuerto. La Comisión Europea y las Naciones Unidas también condenaron los ataques. La canciller alemana, Angela Merkel, canceló un próximo viaje a Israel y permanecerá en Alemania para monitorear la evacuación de las tropas alemanas. Biden también reprogramó una reunión con el primer ministro israelí de visita, Naftali Bennett, debido a los ataques. El Reino Unido dijo que las evacuaciones de civiles continuarían a pesar de los ataques.

### Contraataques estadounidenses
El 27 de agosto, Estados Unidos lanzó un ataque aéreo contra un vehículo que transportaba a tres miembros del EIIL-KP en la provincia de Nangarhar. Dos fueron asesinados, descritos por el portavoz del Pentágono John Kirby como "objetivos de alto perfil de ISIS" y "planificadores y facilitadores"; el tercer militante resultó herido. Un funcionario de defensa anónimo dijo que una víctima estaba "asociada con posibles ataques futuros en el aeropuerto".
El 29 de agosto una bomba estadounidense dirigida contra presuntos posibles atacantes al aeropuerto mató a siete niños y otros familiares.  La administración Biden inició una investigación.  Una investigación del New York Times en septiembre concluyó que las víctimas eran inocentes.